# Peter Bogdanovich
Peter Bogdanovich (Kingston, Nueva York, 30 de julio de 1939-Los Ángeles, California, 6 de enero de 2022) fue un director de cine, guionista, historiador, actor, productor y crítico de cine estadounidense. Formó parte de la oleada del Nuevo Hollywood junto a William Friedkin, Brian De Palma, George Lucas, Martin Scorsese, Michael Cimino y Francis Ford Coppola. Su película The Last Picture Show (1971) es la más aclamada por la crítica hasta la fecha, pero sin olvidar sus dos filmes siguientes What's Up, Doc? (¿Qué me pasa, doctor?) y Paper Moon (Luna de papel). Como crítico cinematográfico, entrevistó a docenas de directores, incluido Orson Welles (su trabajo sobre el tema forma hoy un grueso libro).

## Biografía

### Primeros años
Nació en Kingston, Nueva York, en 1939. Fue concebido en Europa, hijo de inmigrantes que huyeron de los nazis. Su padre era un pintor y pianista serbio, cristiano ortodoxo, mientras que su madre descendía de una rica familia judía austriaca.
En los años cincuenta, trabajó como actor. Estudió el método interpretativo con la legendaria profesora Stella Adler y solía aparecer en televisión y en obras de teatro veraniegas. A principios de los años sesenta adquirió notoriedad al programar diversas películas en el museo MOMA de Nueva York.
Cinéfilo obsesivo —llegó a ver 400 películas al año, en su juventud—, analizó principalmente obras de directores estadounidenses como John Ford —de quien escribiría un libro tras las retrospectivas de ese museo— y del entonces minusvalorado Howard Hawks. Bogdanovich también recuperó a olvidados pioneros del cine estadounidense tales como Allan Dwan, a quien entrevistó.
Empapado en la tradición estadounidense, estuvo parcialmente influido por la crítica francesa de los años cincuenta de Cahiers du Cinéma, especialmente por el director convertido en crítico François Truffaut. Antes de convertirse él mismo en director, Bogdanovich labró su reputación con sus artículos en la revista Esquire. En 1968, siguiendo el ejemplo de sus admirados colaboradores de Cahiers du Cinéma —Truffaut, Jean-Luc Godard, Claude Chabrol y Jacques Rivette, quienes habían creado la Nouvelle Vague en sus propias películas—, Bogdanovich se hizo director.
Junto con su esposa, se trasladó a Los Ángeles donde, gracias a su insistencia con los publicistas, conseguía invitaciones para fiestas y estrenos. En el pase de una película, Roger Corman —que estaba sentado detrás de él— mencionó que le había gustado un artículo de cine suyo en Esquire. De resultas de la consiguiente conversación, Corman le propuso un trabajo como director, que aceptó sin parpadear. Trabajaron en la aclamada Targets (El héroe anda suelto) y en Voyage to the Planet of Prehistoric Women (Viaje al planeta de las mujeres prehistóricas). Tiempo después Bogdanovich se referiría a Corman y su compañía como la mejor escuela de cine posible, cuando hizo su primera película en tres semanas.
De vuelta al periodismo, entabló una larga amistad de por vida con Orson Welles desde que lo entrevistó al inicio en el set de la adaptación por Mike Nichols de Catch-22, de Joseph Heller. Bogdanovich, con sus escritos, tuvo finalmente un gran papel en divulgar a Welles.

### Director estrella
En 1971, Bogdanovich, de 32 años, fue aclamado por la crítica como un «wellesiano» niño prodigio cuando se estrenó su filme más célebre, The Last Picture Show (La última película). Recibió ocho candidaturas a los Óscar, entre ellas la de mejor director. Cloris Leachman y el veterano actor de las películas de John Ford, Ben Johnson obtuvieron los premios como mejores intérpretes de reparto. Bogdanovich, que había contado con la modelo Cybill Shepherd para un papel protagonista, se enamoró de la joven belleza, asunto que condujo a su divorcio de la diseñadora de decorados Polly Platt, su colaboradora artística durante muchos años y madre de sus dos hijos.
A La última película siguió el gran éxito What's Up, Doc? (¿Qué me pasa, doctor?, 1972), una alocada comedia deudora de Bringing Up Baby (La fiera de mi niña, 1937) y His Girl Friday (Luna nueva, 1941) de Hawks, con Barbra Streisand y Ryan O'Neal. A pesar de sus homenajes al cine clásico, Bogdanovich se labró su categoría de director estrella al lado de otros como Francis Ford Coppola o William Friedkin, con quienes formó «The Directors Company», un generoso acuerdo de producción con Paramount Pictures que daba a los directores carta blanca mientras se ciñeran al presupuesto. Bajo esta entidad se produjo el siguiente éxito de Bogdanovich, la aclamada Paper Moon (Luna de papel, 1973).
Luna de papel, una comedia de tiempos de la Gran Depresión con Ryan O'Neal, que consiguió que su hija de 10 años, Tatum O'Neal, ganara el Óscar a la mejor actriz secundaria, marcaría el punto culminante de la carrera de Bogdanovich. Forzado a compartir los beneficios con sus colegas directores, Bogdanovich quedó insatisfecho con el trato. Así, The Directors Company sólo produciría dos películas más, la aclamada La conversación de Coppola, candidata al Óscar de 1974, quien ese año obtuvo el premio al mejor director por El padrino II, y Daisy Miller (Una señorita rebelde), de Bogdanovich, película que obtuvo unas críticas muy diferentes.
La adaptación en 1974 de la novela de Henry James Daisy Miller supuso el principio del fin de la carrera de Bogdanovich como director popular y aclamado. La película, protagonizada por Shepherd, la novia de Bogdanovich en ese momento, fue vapuleada por la crítica y fue un fiasco en taquilla. Su siguiente, At Long Last Love, un musical de Cole Porter protagonizado por Shepherd, fue calificada por los críticos como una de las peores películas de la historia. El filme fue también un fracaso en taquilla a pesar de contar con Burt Reynolds, una superestrella de finales de los años 1970.

### Una etapa llena de obstáculos
De nuevo mirando hacia el pasado, insistió en rodar los números musicales de At Long Last Love en directo, un método no usado desde los primeros tiempos del cine sonoro, cuando el ingeniero de sonido Douglas Shearer desarrolló la sincronización de labios en Metro-Goldwyn-Mayer. La decisión fue criticada ya que ninguno de los protagonistas era célebre por sus habilidades como cantante (pero el mismo Bogdanovich produjo el álbum de Shepperd cantando temas de Porter en 1974).
Intentando retomar el fulgor inicial, de nuevo se centró en el pasado y en su propio cine, con Nickelodeon (Así empezó Hollywood), de 1976, comedia sobre los primeros tiempos de la industria cinematográfica, juntando a Ryan y Tatum O'Neal, de su último éxito Luna de papel, con Reynolds. Aconsejado acerca de no emplear a la impopular entre los críticos Shepperd, usó en su lugar a la debutante Jane Hitchcock como la cándida de la película. Desgraciadamente la magia de Luna de papel era irrepetible, y Jane Hitchcok solo haría una película más en su carrera.
Tras una pausa de tres años, volvió con un interesante Saint Jack (1979), pero de éxito crítico y comercial limitado, producida por Playboy Productions de Hugh Hefner. Su largo romance con Shepherd había acabado en 1978, aunque el trato hecho con el productor Hefner era parte de un acuerdo judicial sobre unas fotos de desnudos de La última película «pirateadas» en Playboy.
Estrenó después la película que sería el Waterloo de su carrera, They All Laughed (Todos rieron), una comedia de bajo presupuesto con Audrey Hepburn y Dorothy Stratten, Miss Playboy en 1980. En el rodaje, se enamoró de Dorothy Stratten, que estaba casada con el buscavidas Paul Snider, quien dependía financieramente de ella. Stratten quiso vivir con Bogdanovich, y cuando le contó a Snider que lo abandonaba, este la mató y luego se suicidó. Su depresión le duró tres años. They All Laughed no atrajo al distribuidor, debido al asesinato, a pesar de ser una de las pocas películas hechas por Audrey Hepburn tras su provisional retiro en 1967 (la película sería la última que Hepburn estrenaría como protagonista). Bogdanovich compró los derechos del negativo para difundir la película, pero tuvo un estreno limitado con flojas críticas, y le hizo perder millones de dólares, hasta llevarle a la bancarrota.
Entonces retomó su primera vocación, la escritura, para escribir sobre su fallecido amor en The Killing of the Unicorn, Dorothy Stratten 1960-1980, publicado en 1984. El libro era una respuesta al artículo de Teresa Carpenter "Death of a Playmate", que cargaba contra Bogdanovich y Hefner, afirmando que Stratten era casi tan víctima de ellos dos como de su asesino Snider. El artículo sirvió de base a la película Star 1980 (1983) de Bob Fosse, en la que Bogdanovich era reflejado como el ficticio director Aram Nicholas. La carrera de Bogdanovich como director importante estaba acabada,[cita requerida] aunque obtuvo un éxito modesto con Mask (Máscara) en 1985.
Se había especulado ya que su quiebra como director era segura cuando abandonó a su mujer y colaboradora artística Polly Platt, después de Luna de papel, para unirse con Shephard. Platt trabajó con él en todos sus iniciales éxitos, y críticos oportunistas sugirieron que el control creativo de La última película lo llevó ella. Además su reputación personal sufrió por rumores maliciosos tras su matrimonio con Louse Hoogstraten, la hermana menor de Dorothy Stratten, tres años después de su fallecimiento. La idea de que procuró modelar a Louse Hoogstraten a imagen de su hermana fue desmentida por Bogdanovich. El matrimonio, que duró trece años, acabó en divorcio en 2001.

### Años 1990 en adelante

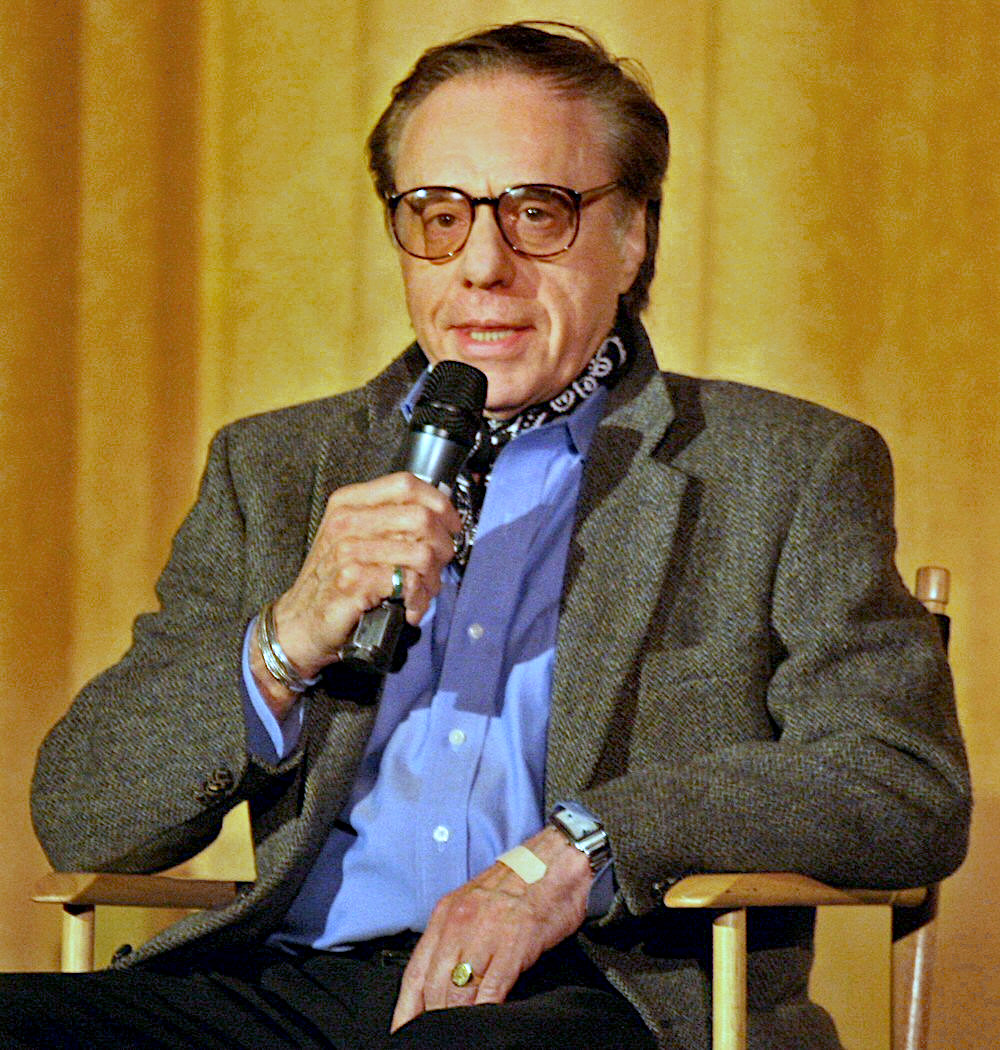
Bogdanovich en 2008.

Su magnífico Texasville (1990), secuela de su La última película, supuso cierta decepción para la crítica y el público, no sin matices. Pero con los años (al disponerse de una buena versión en DVD) se ve que es una obra bien meditada, de gran hondura psicológica y con una gran inteligencia a la hora de abordar a los mismos actores que La última película, veinte años después.
En 1992 dirigió dos películas de cine, Noises Off! (¡Qué ruina de función!) (genial comedia pero de moderado éxito) y 1993, pero su fracaso lo apartó de la gran pantalla hasta el año 2001.
Entonces estrenó The Cat's Meow (El maullido del gato). De nuevo volvía al tema del pasado, esta vez al supuesto asesinato del director Thomas Ince por el magnate William Randolph Hearst (el auténtico Ciudadano Kane, punto de mira de Orson Welles). The Cat's Meow fue un modesto éxito de crítica pero un fracaso en taquilla, y una lección de cine.
El Festival de Venecia de 2014, después de años inactivo para el cine, acogió bien su regreso con la comedia She's Funny That Way (Lío en Broadway).

### Fallecimiento
Bogdanovich falleció de muerte natural en su hogar en Los Ángeles a los 82 años.

## Otras actividades
Además de dirigir películas para televisión, Bogdanovich volvió a actuar en un papel de estrella invitada en la serie de HBO Los Soprano como terapeuta de la doctora Melfi. Bogdanovich dirigió un capítulo de la quinta temporada y además realizó audiocomentarios para el DVD de la serie. También tuvo un cameo en la quinta temporada de la serie de la CBS The Good Wife, en una trama que jugaba a la confusión entre uno de los protagonistas llamado Peter y el propio Bogdanovich, haciendo de sí mismo. Tuvo otro cameo en el final de la segunda temporada de la serie de TNT Rizzoli & Isles
En 1998 la Junta Nacional de Conservación de Cine, sección de la National Film Registry de la Biblioteca del Congreso, incluyó The Last Picture Show en su lista, honor concedido sólo a los filmes más prominentes y representativos culturalmente.
Luego, Bogdanovich presentó el programa The Essentials en el canal TCM los sábados por la noche. También tuvo un papel secundario haciendo de sí mismo en la serie-comedia Out of Order.

## Crítico de cine
Bogdanovich publicó, en su juventud, dos monografías importantes: John Ford y Fritz Lang en América, que ha integrado en sus libros de entrevistas actuales.
Después de la muerte de Welles, publicó un grueso tomo sobre su obra, This is Orson Welles (Ciudadano Welles), construido durante muchos años de diálogo con el director, y corregido por este. Es una obra de referencia hoy.
Bogdanovich también redactó otros valiosos libros sobre cine. Destaca El director es la estrella, con sabias entrevistas; Allan Dwan, Raoul Walsh, Fritz Lang, Joseph von Sternberg, Howard Hawks, Alfred Hitchcock, Otto Preminger, George Cukor, Leo McCarey, Robert Aldrich, Sidney Lumet, Don Siegel, Edgar G. Ulmer, Frank Tashlin y Chuck Jones son los autores elegidos.
Muy reseñable es el volumen clásico Las estrellas de Hollywood donde plasma la experiencia acumulada en su carrera como observador y director; aborda de un modo muy personal (y a veces incluye entrevistas) a actores como Marlon Brando, Cary Grant, Humphrey Bogart, John Wayne, James Cagney, Charlie Chaplin, Montgomery Clift, Marlene Dietrich, Henry Fonda, Ben Gazzara, Audrey Hepburn, Boris Karloff, Dean Martin, Sidney Poitier, Frank Sinatra, James Stewart, Jerry Lewis, John Cassavetes y Marilyn Monroe.
Con estos dos imprescindibles tomos, Bogdanovich se sitúa, junto a Kevin Brownlow, como el principal cronista cinematográfico en lengua inglesa.
Bogdanovich realizó también introducciones de películas en la afamada colección de DVDs de Criterion.

## Filmografía
| Título en español                             | Título en original                          | Año  |
| --------------------------------------------- | ------------------------------------------- | ---- |
| Viaje al planeta de las mujeres prehistóricas | Voyage to the Planet of Prehistoric Women   | 1968 |
| El héroe anda suelto                          | Targets                                     | 1968 |
| Directed by John Ford (documental)            | Directed by John Ford (documental)          | 1971 |
| La última película                            | The Last Picture Show                       | 1971 |
| ¿Qué me pasa doctor?                          | What's Up, Doc?                             | 1972 |
| Luna de papel                                 | Paper Moon                                  | 1973 |
| Una señorita rebelde                          | Daisy Miller                                | 1974 |
| Por fin, el gran amor                         | At Long Last Love                           | 1975 |
| Así empezó Hollywood                          | Nickelodeon                                 | 1976 |
| Saint Jack (El rey de Singapur)               | Saint Jack                                  | 1979 |
| Todos rieron                                  | They All Laughed                            | 1981 |
| Máscara                                       | Mask                                        | 1984 |
| Ilegalmente tuyo                              | Illegally Yours                             | 1987 |
| Texasville                                    | Texasville                                  | 1990 |
| ¡Qué ruina de función!                        | Noises Off!                                 | 1992 |
| Esa cosa llamada amor                         | The Thing Called Love                       | 1993 |
| Prowler                                       | Prowler                                     | 1995 |
| Al maestro, con cariño                        | To Sir, with Love II                        | 1996 |
| Falsas promesas (TV)                          | The Price of Heaven                         | 1997 |
| Más allá del valor (TV)                       | Rescuers                                    | 1997 |
| Ciudad violenta (TV)                          | Naked City: A Killer Christmas              | 1998 |
| The Wonderful World of Disney (serie de TV)   | The Wonderful World of Disney (serie de TV) | 1999 |
| Coming Soon                                   | Coming Soon                                 | 1999 |
| El maullido del gato                          | The Cat's Meow                              | 2001 |
| Hustle (TV)                                   | Hustle (TV)                                 | 2004 |
| Runnin' Down a Dream                          | Runnin' Down a Dream                        | 2007 |
| Lío en Broadway/Enredos en Broadway           | She's Funny That Way                        | 2014 |
| El gran Buster                                | The Great Buster: A Celebration             | 2018 |

## Libros
De Bogdanovich:
- John Ford, Editorial Fundamentos, 1997, ISBN 978-84-245-0009-2
- Fritz Lang, Fundamentos, 1991 ISBN 978-84-245-0013-9
- Ciudadano Welles, Grijalbo, 1994 ISBN 978-8425325656, con Orson Welles.
- El director es la estrella, T&B Editores, 2007 ISBN 978-84-96576-54-4 con Allan Dwan, Raoul Walsh, Fritz Lang, Joseph von Sternberg, Howard Hawks y Alfred Hitchcock.
- El director es la estrella (II): retratos y conversaciones, T&B Editores, 2008 ISBN 978-84-96576-83-4; con Otto Preminger, George Cukor, Leo McCarey, Robert Aldrich, Sidney Lumet, Don Siegel, Edgar G. Ulmer, Frank Tashlin y Chuck Jones.
- Las estrellas de Hollywood, T&B Editores, 2009 ISBN 978-84-92626-17-5

Sobre Bogdanovich:
- Gigiacci, Vittorio, Peter Bogdanovich, el cine con el cine, Filmoteca Vasca, 1997 ISBN 978-84-920167-8-5

## Premios y distinciones
Premios Óscar
| Año  | Categoría            | Película           | Resultado |
| ---- | -------------------- | ------------------ | --------- |
| 1972 | Mejor director       | La última película | Nominado  |
| 1972 | Mejor guion adaptado | La última película | Nominado  |

Festival Internacional de Cine de Venecia
| Año  | Categoría                         | Película                       | Resultado |
| ---- | --------------------------------- | ------------------------------ | --------- |
| 1971 | Premio de CIDALC                  | La última película             | Ganador   |
| 1979 | Premio Pasinetti - Mejor película | Saint Jack, el rey de Singapur | Ganador   |

Festival Internacional de Cine de San Sebastián
| Año  | Categoría                                    | Película      | Resultado |
| ---- | -------------------------------------------- | ------------- | --------- |
| 1973 | Concha de Plata y Premio Especial del Jurado | Luna de papel | Ganador   |